# Polityka zagraniczna Andory
Wraz z ratyfikacją konstytucji pochodzącej z 1993 roku, Andora
stała się aktywnym członkiem wspólnoty międzynarodowej. W 1993 Andora wysłała pierwszą misję dyplomatyczną, której celem było dołączenie do ONZ, cel ten udało się dokonać w lipcu tego samego roku. Od 1995 roku Andora utrzymuje formalne stosunki dyplomatyczne ze Stanami Zjednoczonymi. Wkrótce po tym wydarzeniu Andora rozwinęła swoją politykę zagraniczną na inne kraje.
Andora posiada swoje ambasady we: Francji, Hiszpanii, Belgii oraz Wielkiej Brytanii, natomiast swoje ambasady w Andorze mają: Francja, Hiszpania oraz Portugalia. Oprócz tego Andora ma stałą misję dyplomatyczną w Stanach Zjednoczonych z siedzibą w Nowym Jorku oraz posiada swoje placówki dyplomatyczne zarówno w USA jak i Kanadzie.
Andora jest pełnoprawnym członkiem: ONZ, UNESCO, UNCTAD, ICC, ITU, Międzynarodowego Ruchu Czerwonego Krzyża, Rady Europy, UNWTO, OBWE oraz Interpolu. Od 1991 roku Andora posiada specjalną umowę dyplomatyczną z Unią Europejską.